# تاريخ متنزهات وحدائق باريس

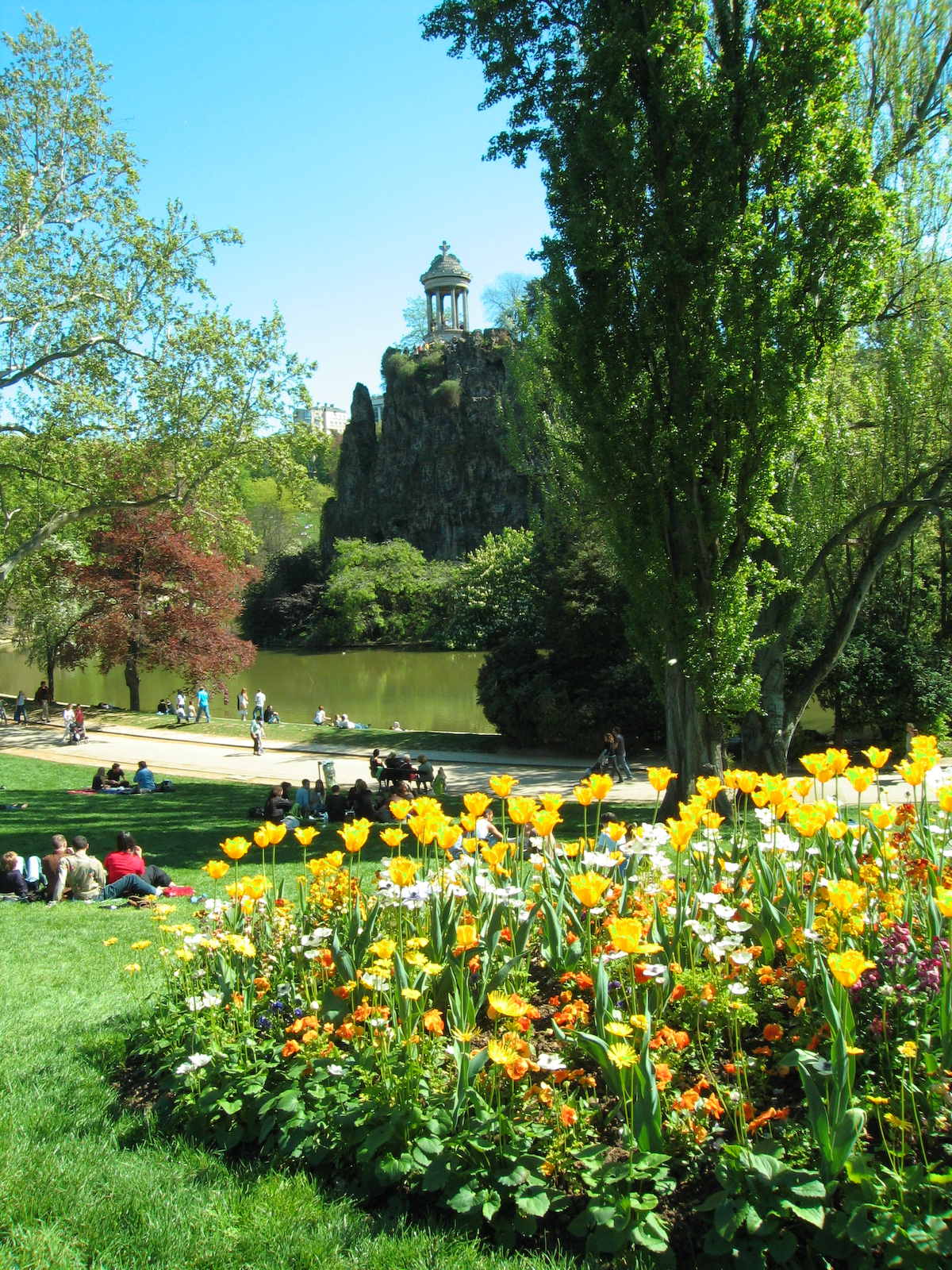
ال بارك دي بوت شومون هي حديقة المناظر الطبيعية الخلابة التي افتتحها نابليون الثالث في عام 1867.

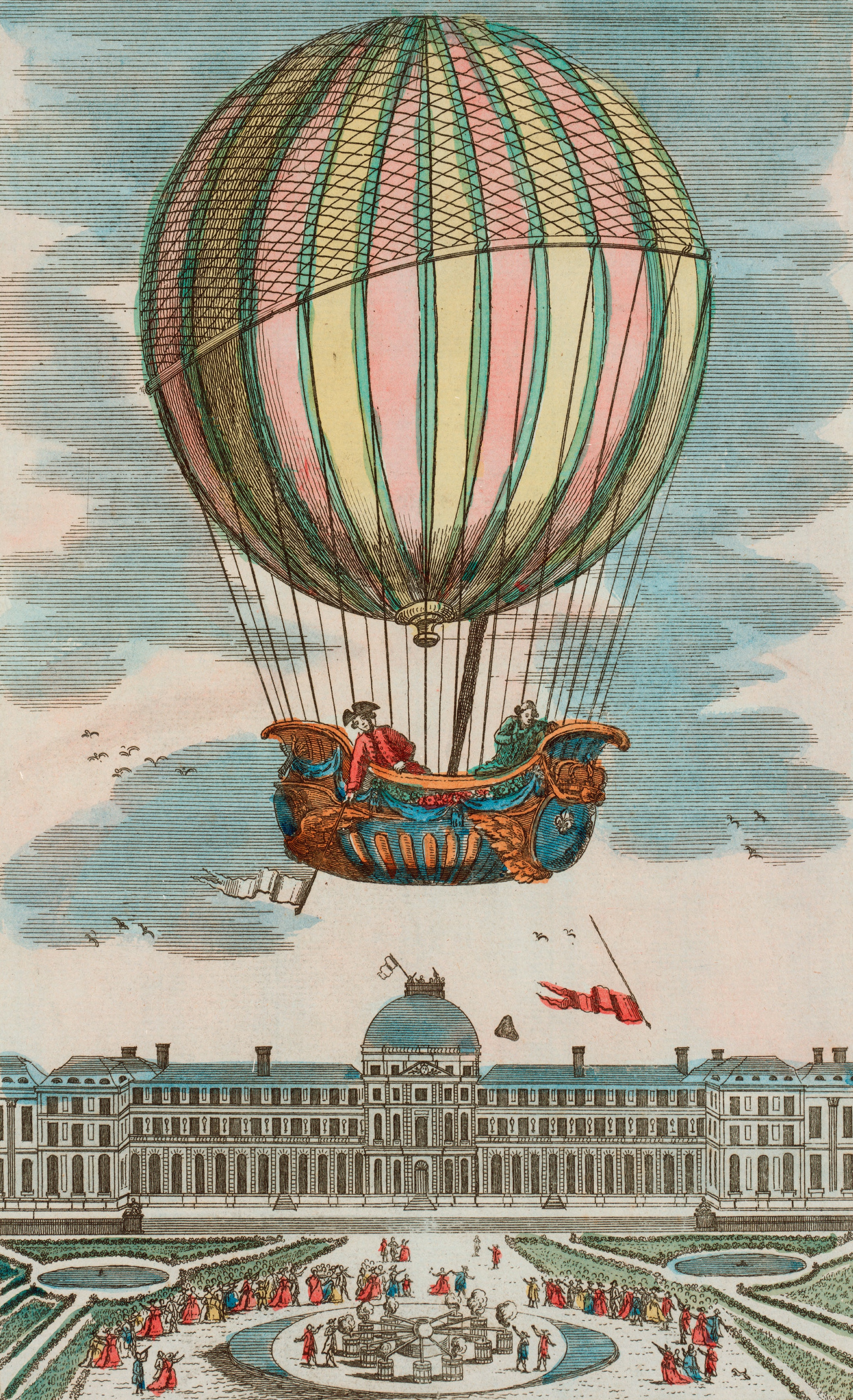
تمت الرحلة الأولى لمنطاد الهيدروجين من حديقة التويلري في 1 ديسمبر 1783.

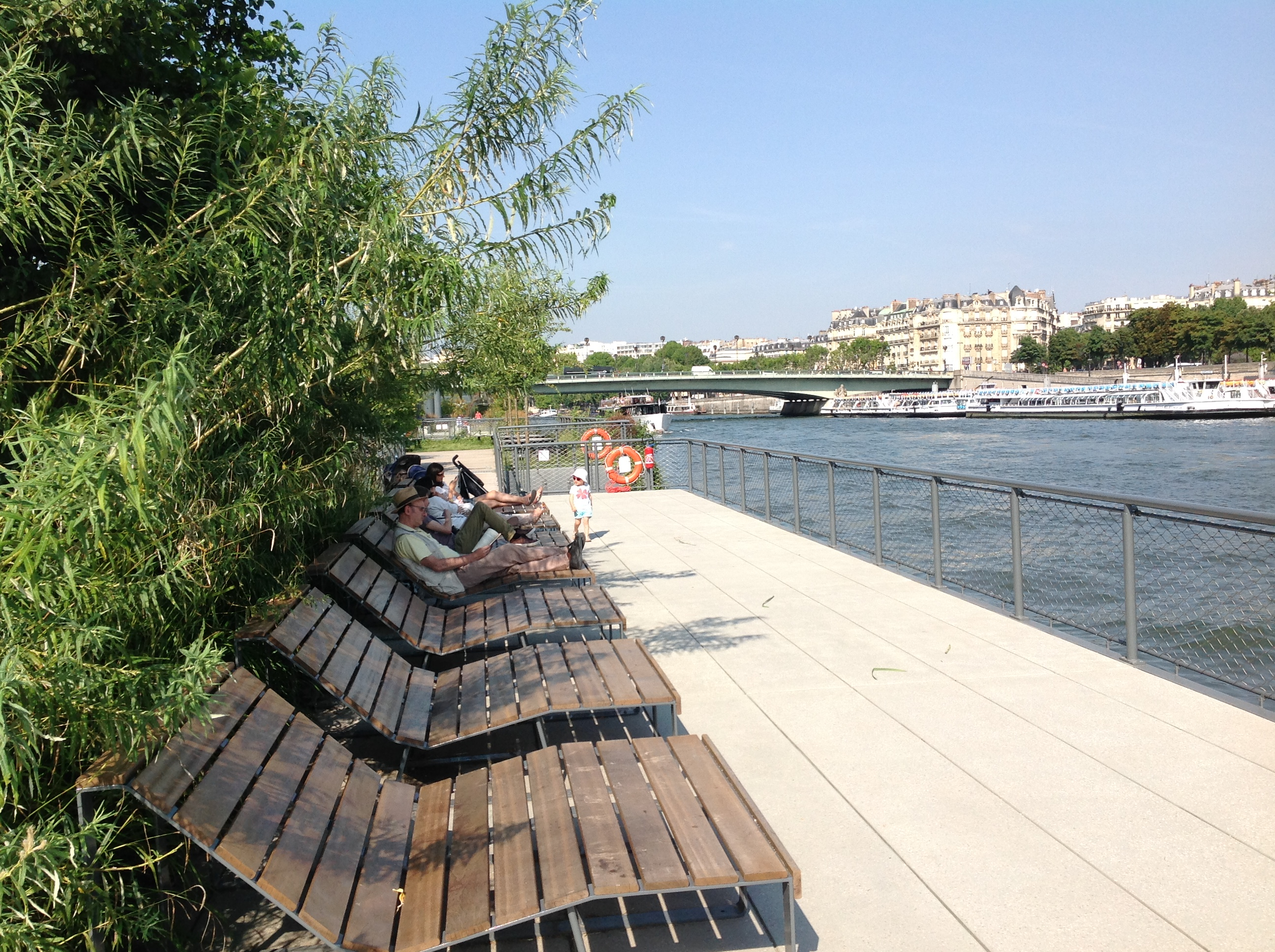
"حديقة عائمة" من بروميناد دي بيرج دي لا سين (2013) ، حديقة بطول 2.3 كيلومتر على طول الضفة اليسرى لنهر السين في الدائرة 7.

يوجد في باريس اليوم أكثر من 421 متنزها وحدائق بلدية، تغطي أكثر من ثلاثة آلاف هكتار وتحتوي على أكثر من 250.000 شجرة.  اثنين من أقدم وأشهر الحدائق في باريس هي حديقة التويلري، التي أنشئت في 1564 ل قصر التويلري، وإعادة بنائه بواسطة أندر لو نستر في 1664;  وال حديقة لوكسمبورغ، ينتمي إلى تشيمتو بنيت ل ماري دي ميديشي في عام 1612، والذي يضم اليوم مجلس الشيوخ الفرنسي.  ال حديقة النباتات كانت أول حديقة نباتية في باريس، تم إنشاؤها عام 1626 بواسطة لويس الثالث عشرالدكتور غاي دي لا بروس لزراعة النباتات الطبية. بين عامي 1853 و 1870، الإمبراطور نابليون الثالث وأول مدير في المدينة من الحدائق والحدائق، جان تشارلز أدولف ألفاند، خلق بوا دو بولوني، ال بوا دي فينسين، بارك مونتسوريس وال بارك دي بوت شومون، وتقع في أربع نقاط من البوصلة حول المدينة، فضلا عن العديد من الحدائق الصغيرة والساحات والحدائق في أحياء المدينة. تم إنشاء مائة وستة وستين حديقة جديدة منذ عام 1977، وأبرزها بارك دي لا فيليت (1987-1991) بارك أندر سيترو (1992).

## من العصر الروماني خلال العصور الوسطى
فالحدائق كانت موجودة في باريس في العصور الرومانية والأزمنة الوسطى، إما لإنتاج الفواكه والخضراوات والأعشاب الطبية؛ لتأمل الرهبان؛ أو لذة النبلاء؛ ولكن لا توجد آثار للجنائن الاصلية للبلدة الرومانية لوتيشيا.

### حديقة التويلري (1564)

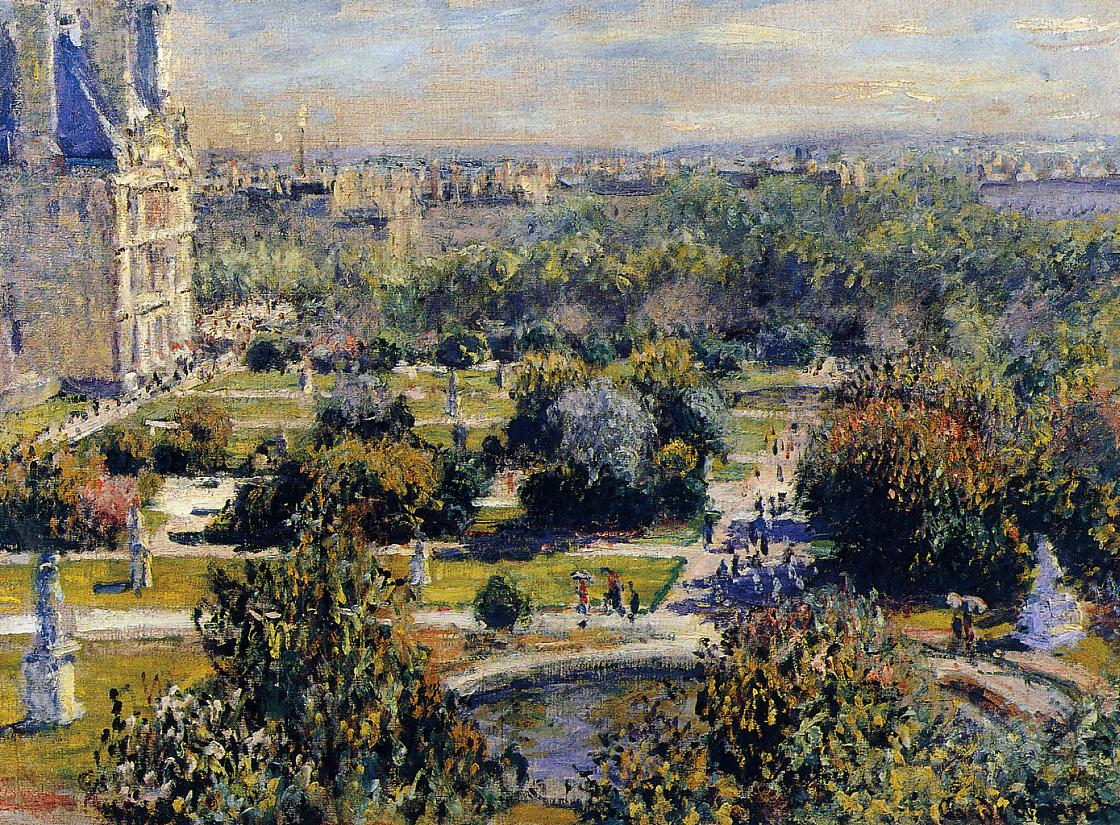
ال حديقة التويلري رسمت بواسطة كلود مونيه (1876)

كانت الحديقة الملكية الأولى في عصر النهضة في باريس هي «جاردين دي تويليس»، التي أنشئت من أجل كاترين دي ميديشي سنة 1564 إلى الغرب من قصرها الجديد لمزارع التويلريس. إستلهمت الفكرة من حدائق مدينتها فلورنسا، تحديدا حدائق بوبولي، وصنعتها بستانية فلورنسية، برنارد دي كارنيسكي. وكانت الحديقة مرصوفة على طول نهر السين، ومقسمة إلى مربعات من أشجار الفاكهة وحدائق للخضار مقسومة على أزقة متعامدة وعلى سدادة خشبية مربعة وصفوف من أشجار السرو. ومثل بوبولي، فقد احتوت على مغارة، فيها «وحوش» بحق، من تصميم برنار باليسي، الذي كانت كاترين قد وكلته لاكتشاف سر الخزف الصيني.
في عهد هنري الرابع، أعيد بناء الحديقة القديمة، بناء على تصميم كلود موليه، بمشاركة بيار لونتر، والد مهندس الحديقة الشهير. وبني مصطبة طويلة على الجانب الشمالي، تنظر إلى أسفل إلى الحديقة، وأقيم حوض دائري، مع حوض ثماني على المحور المركزي.

وفي سنة 1664 أعاد اندري لونوتري صنع الحديقة بأسلوب الحديقة الرسمية الفرنسية الكلاسيكية، مع حبال محاطة بشجيرات منخفضة ومجسمات مائية منظمة على محور مركزي واسع. ثم أضاف الكرز الكبير حول الحوض الدائري عند الطرف الشرقي للحديقة، والمنحدر على شكل حدوة الفرس عند الطرف الغربي، مما أدى إلى رؤية الحديقة بأكملها.

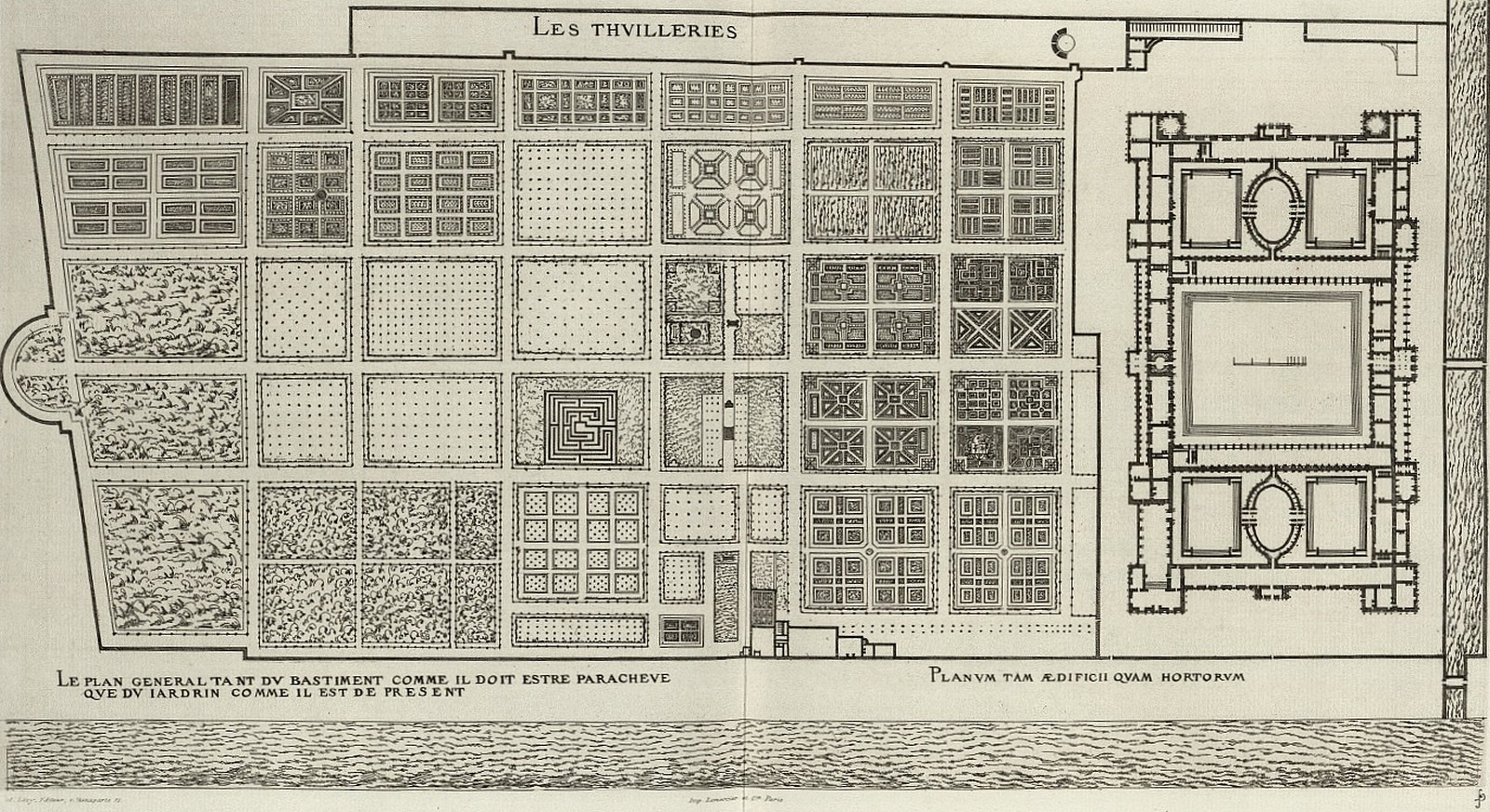
مخطط حديقة التويلري من عام 1576

في سنة 1667، اقترح تشارلز بيرولت، مؤلف كتاب جمال النوم والحكايات الخرافية الشهيرة الأخرى، على لويس الرابع عشر ان تفتح الحديقة في بعض الاحيان لعامة الناس. وقد قبل اقتراحه، وسمح للعموم (باستثناء الجنود الذين يرتدون الزي العسكري، والخدام والمتسولين) في أيام معينة بأن يتداولوا في المتنزه.

### بارك مونسو (1778)

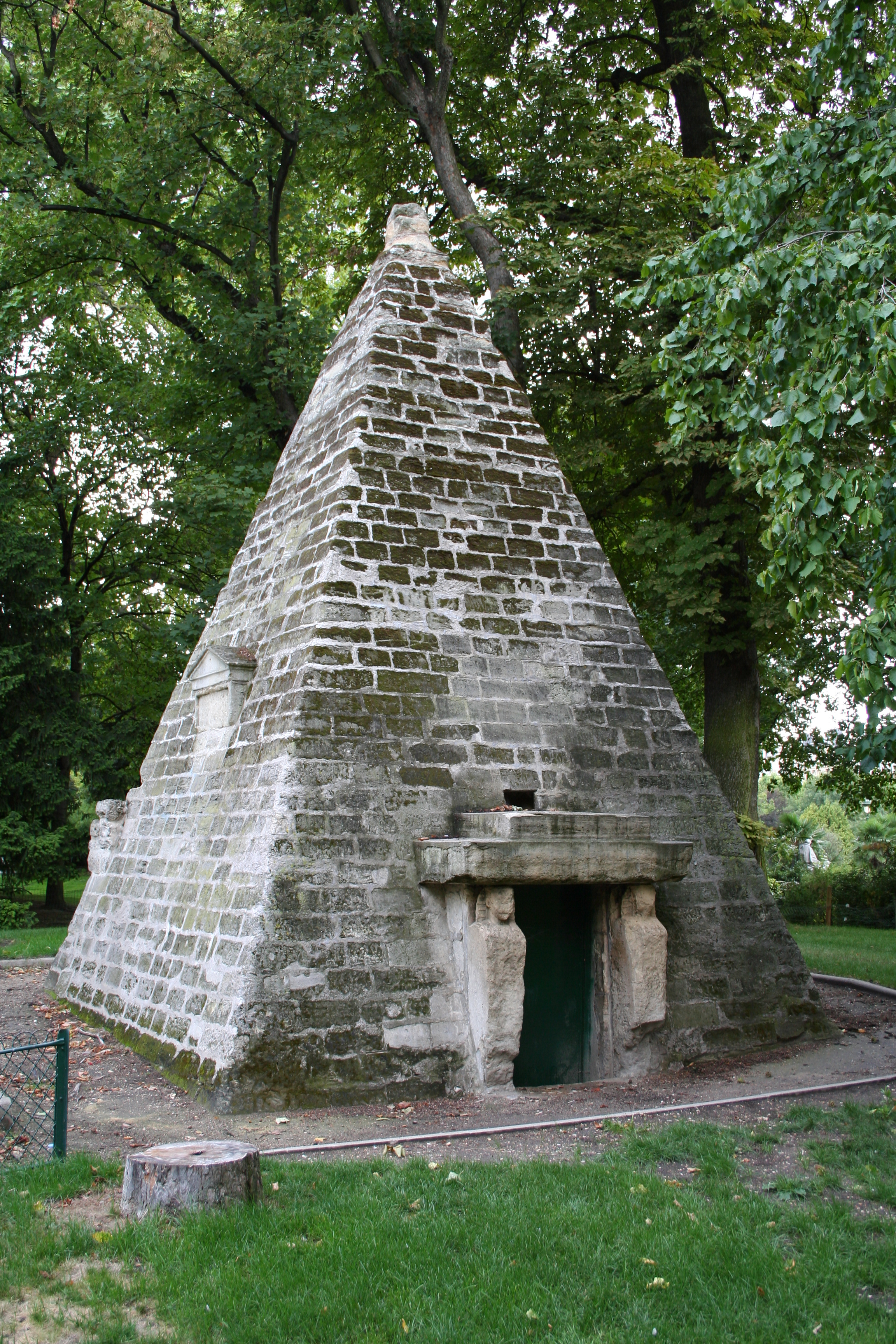
الهرم المصري في بارك مونسو، حديقة "جميع الأوقات والأماكن" (1778).

### بارك دي باجاتيل (1778-1787)

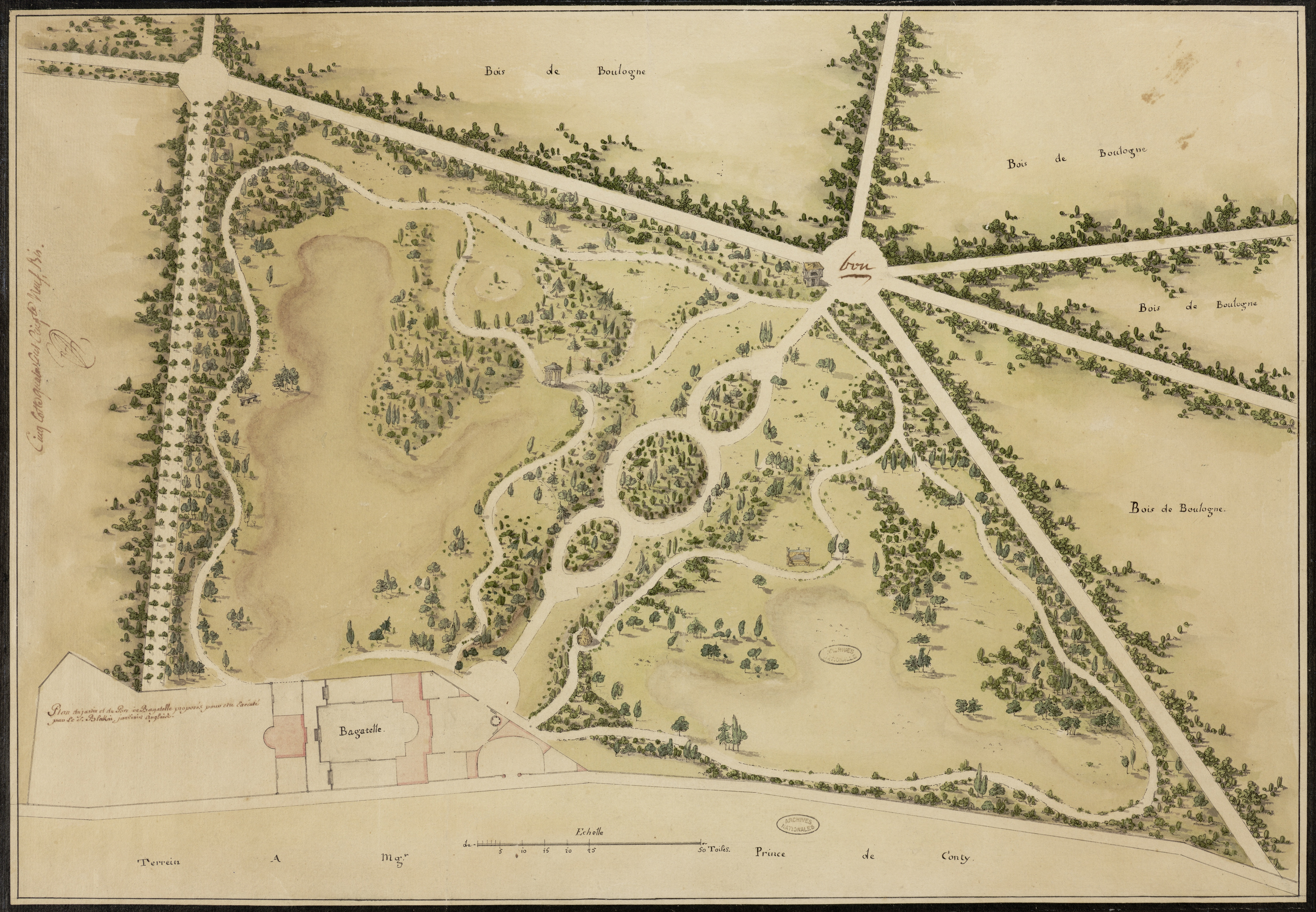
خريطة الحديقة من قبل توماس بلايكي

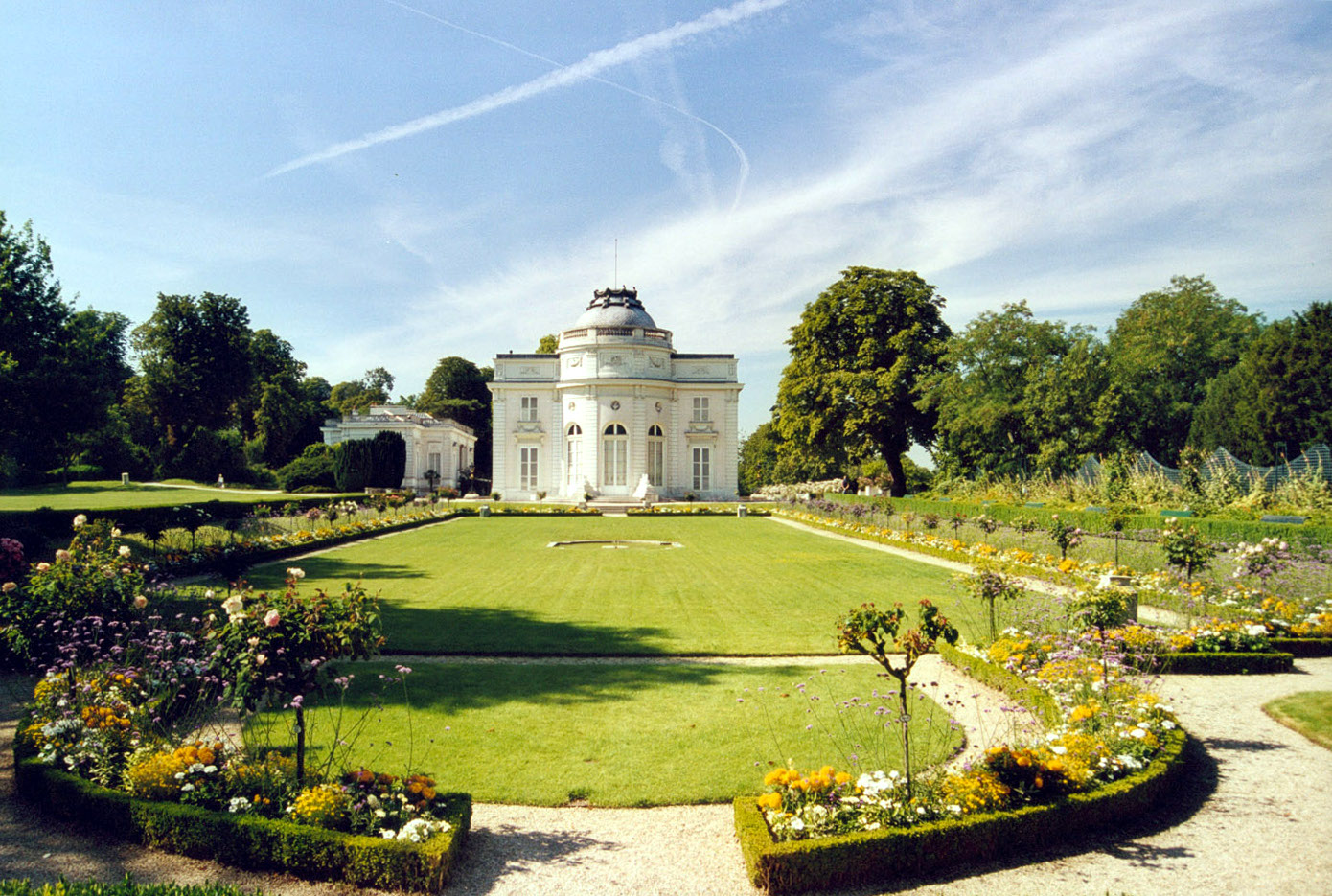
حدائق وقصر من بارك دي باجاتيل (1778–87)

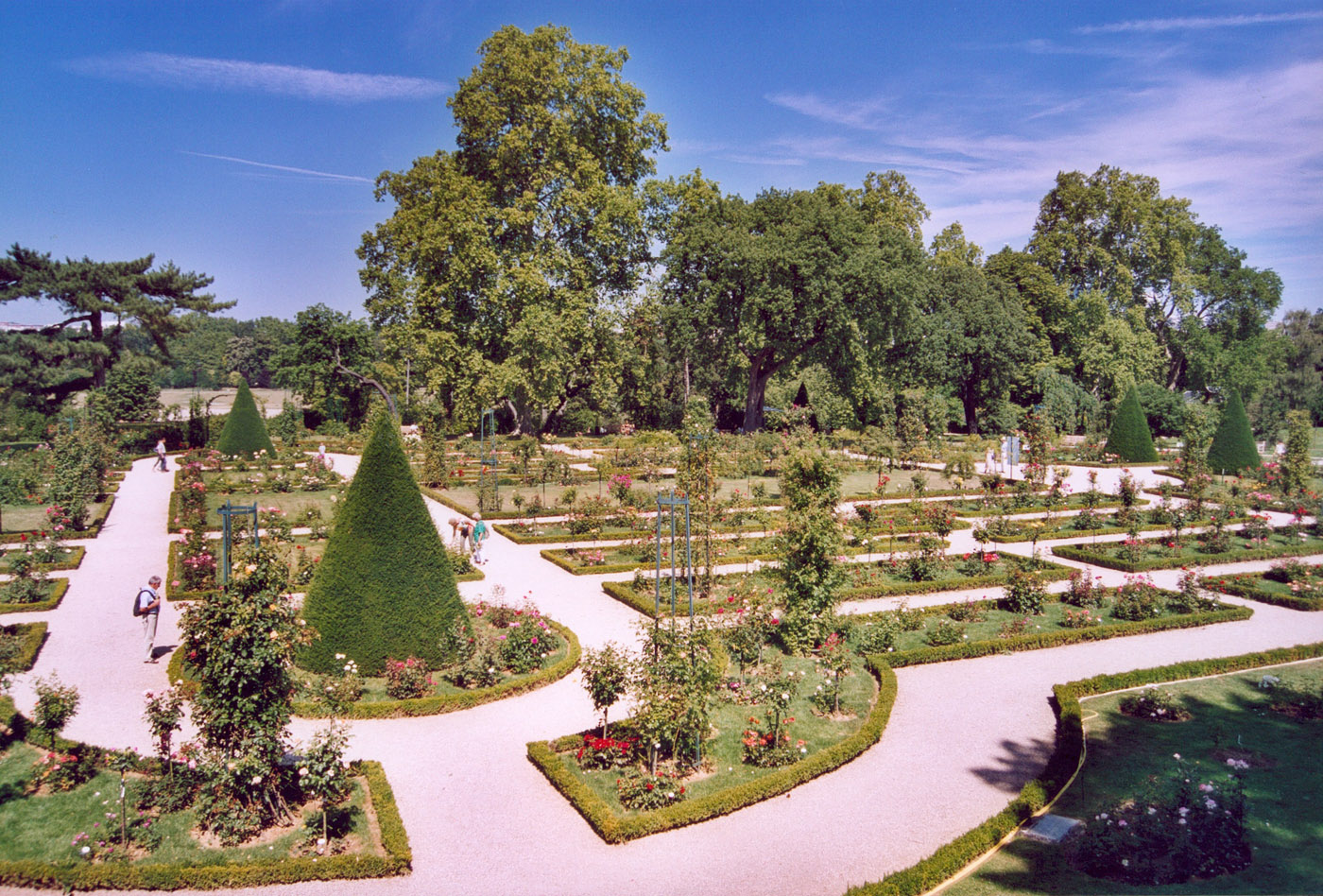
حديقة الورود في باجاتيل

### حديقة متحف رودان (1755)

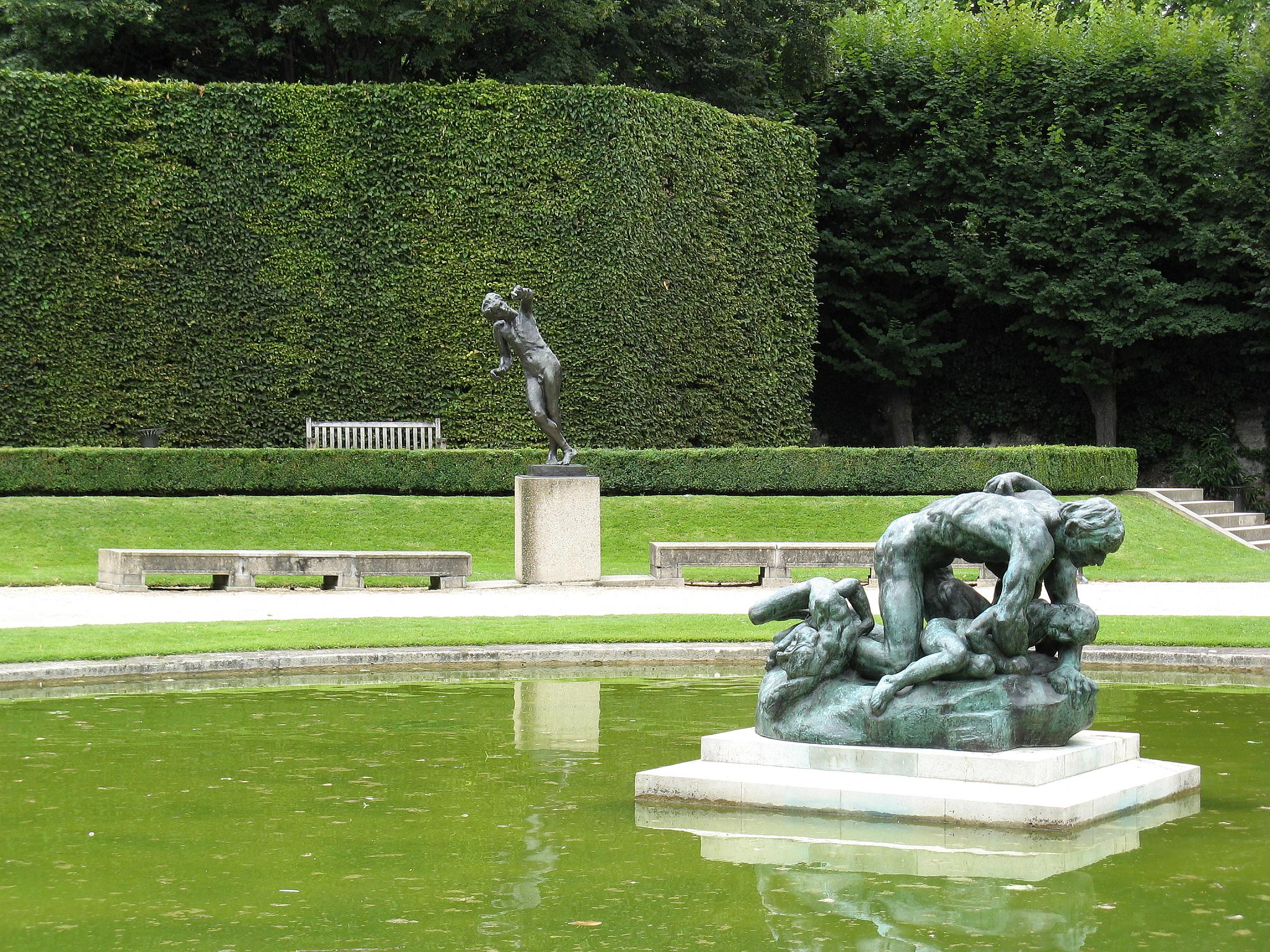
جنات النعيم موس إيتشي رودان، إعادة تفسير حديثة لحديقة سكنية رسمية من القرن 18

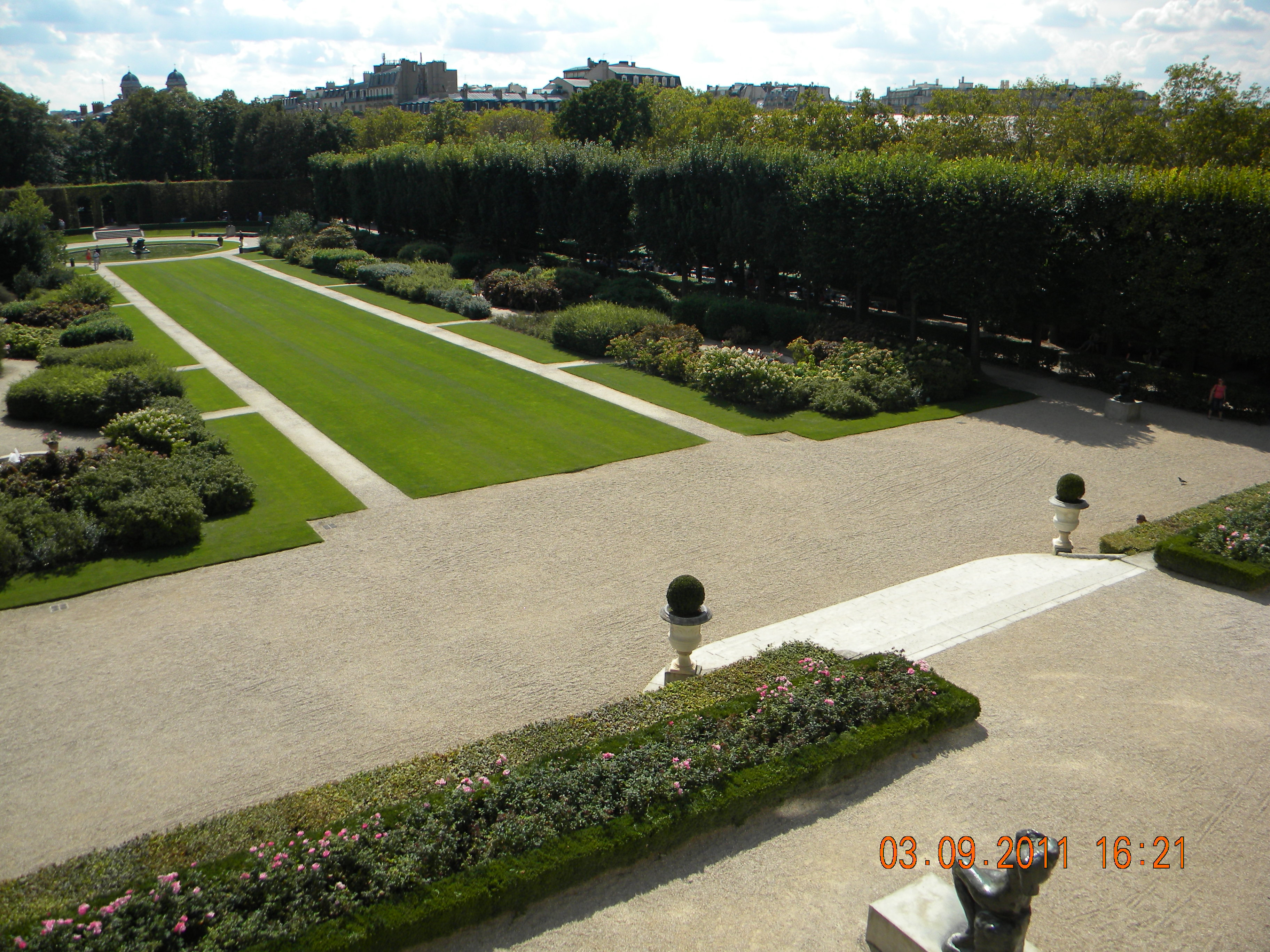
حدائق من موس إيتشي رودان (1755).

### بوا دي بولوني (1852-1858)

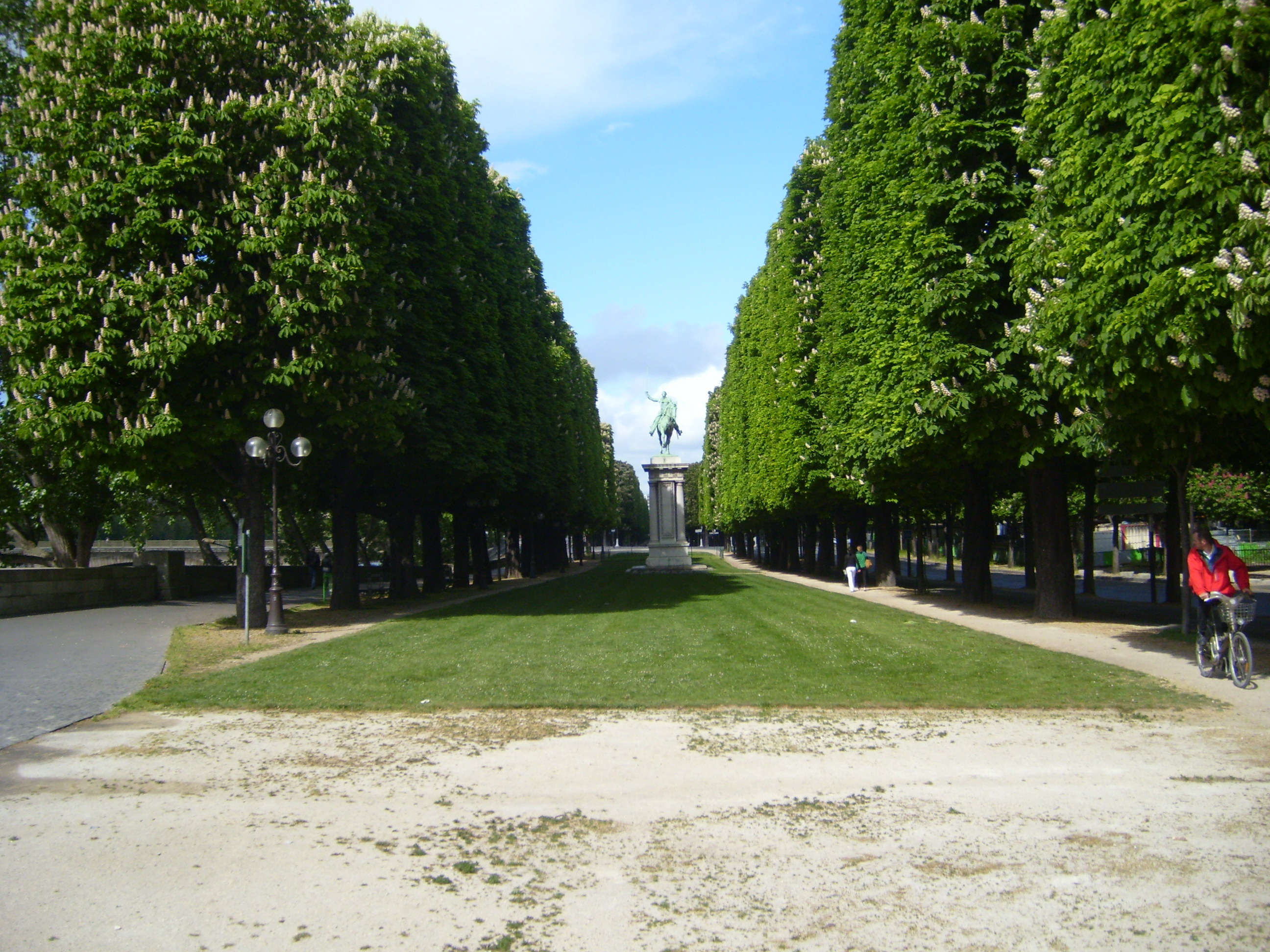
كور لا رين (1616)

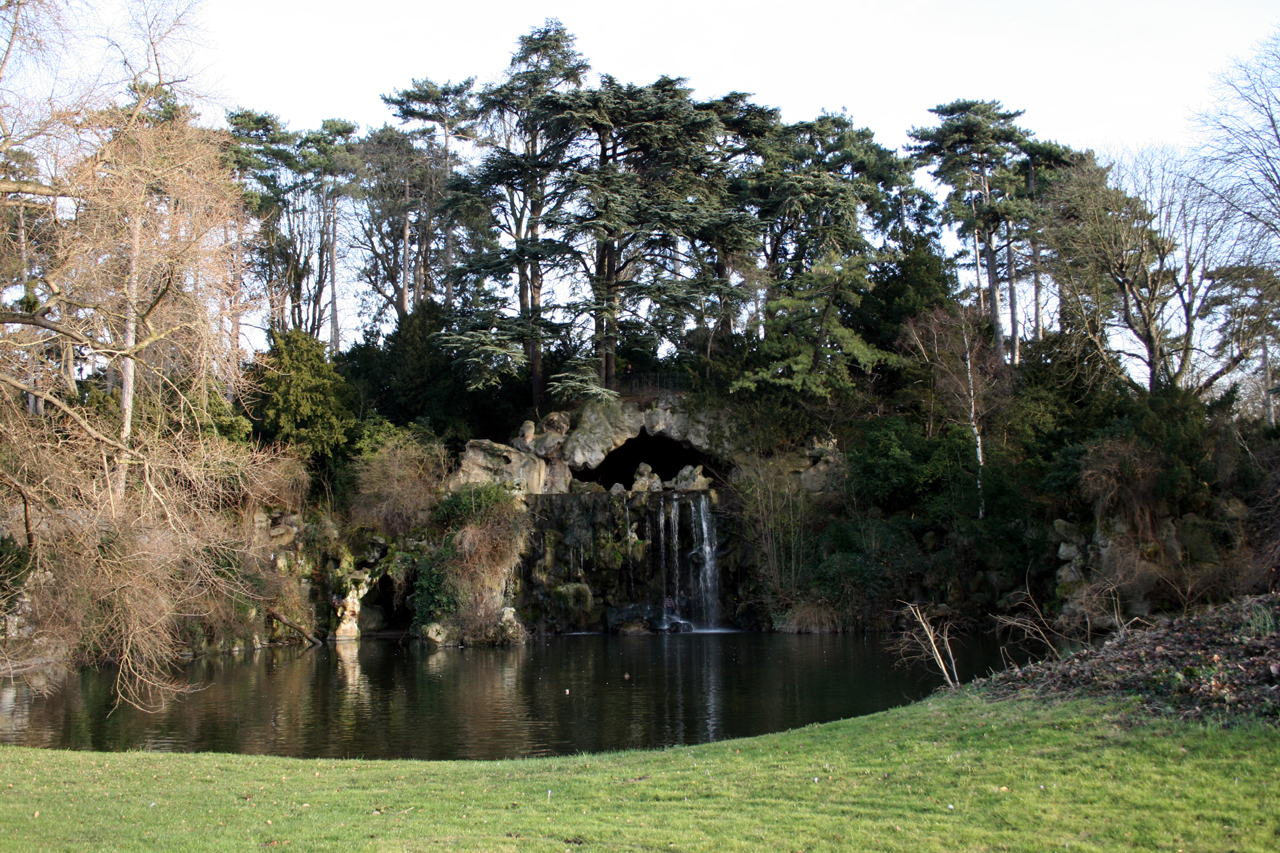
كاسكيد الكبرى الاصطناعي ومغارة من بوا دو بولوني

## حدائق عصر ميتران (1981-1995)
أثناء رئاسة فرانسوا ميتران التي دامت أربعة عشر عاما، تزامنا مع الذكرى المئوية الثانية للثورة الفرنسية، شهدت باريس انفجارا في مشاريع الأشغال العامة الكبرى، بما في ذلك مشروع أوبرا باستيل، وهرم لوفر، وساحة تحت الأرض، والمكتبة الوطنية الجديدة. وشملت مشاريع ميتران افتتاح مئة وخمسين منتزه وساحة وحديقة جديدة، وهو عدد أكبر من المنتزهات التي بنيت في عهد نابليون الثالث، مع أن المساحة الإجمالية للحدائق الجديدة كانت أقل بكثير. على عكس الإمبراطورية الثانية، عندما اتبعت كل الحدائق الجديدة نفس الخطة الأساسية والأسلوب الخلاب، بنيت حدائق عصر متتران من قبل مهندسين معماريين ومهندسي مناظر طبيعية مختلفين، وعرضت مجموعة متنوعة من الأنماط والتصاميم، من إعادة خلق مصغرة للبرية الطبيعية إلى التكنولوجيا الفائقة. والكثير من المتنزهات والحدائق الجديدة، مثل لا فيليت، بني في مواقع صناعية سابقة، وأغلبيتها بنيت في الأحياء الخارجية من المدينة، حيث كان السكان أكثر كثافة. وقد تخلل معظم الحدائق الجديدة أعمال من الفن المعاصر والنحت.

### بروميناد دي بيرج دي لا سين (2013)
وفي القرن ال‍ 19 وأوائل القرن ال‍ 20، كان الرصيف المعبد لضفة السين اليسرى بين بونت دي ألما ومتحف أورسي يستخدم في عدة معارض دولية، في أرصفة القوارب ومستودعات التخزين، وفي المقاهي وحوض السباحة العائمة. بين عامى 1961 و 1967 تم بناء طرق سريعة على ضفتى النهر لتخفيف الازدحام المرورى في وسط المدينة. وفى عام 1991 صنفت ضفاف النهر كموقع تراث ثقافى لليونسكو، وبدأت الجهود لتحويل الطرق السريعة إلى متنزهات وموانئ. وابتداء من عام 2008، أغلق بشكل دائم جزء من الطريق السريع طوله 2.3 كيلومترا، وأصبح جزءا من مشروع "Promenade des Berges de la Seine" الذي افتتح في 19 حزيران/يونيه 2013. ويشمل المهرجان خمس «جزر» عائمة تبلغ مساحتها الإجمالية 1800 متر مربع، توضع فوق قناطر، بها أشجار وشجيرات وزهور وكراسي على سطح السفينة. ويمر الطريق العام السابق بمساحات مخصصة للحفلات الموسيقية والدروس؛ مساحة المعارض الخارجية؛ الملاعب؛ جدار التسلق؛ ملهى تحت جسر؛ والأوعية والأوعية المفروشة التي يمكن توظيفها في الغداء أو الاحتفالات أو الاجتماعات. توجد أرصفة القوارب والعديد من المقاهي الخارجية على طول الطريق. وجميع مرافق الحديقة قابلة للنقل، ويمكن إزالتها في غضون 24 ساعة إذا إرتفعت مياه المرفأ إرتفاعا شديدا. وقد صمم المهندس المعماري فرانكلين قزي هذا المشروع، وتم إنشاء الجزر من قبل جان كريستوف شوبيت. . [استشهاد منقوص البيانات]